# Embrace the Middle East
Embrace the Middle East ist eine Wohltätigkeitsorganisation, die ursprünglich 1854 als christliche Mission im Osmanischen Reich gegründet wurde und heute in den Nachfolgestaaten mit Projekten in den Bereichen Gesundheitswesen, Bildung und Gemeindeentwicklung tätig ist. 

## Geschichte
Die Gesellschaft wurde 1854 von einer Gruppe englischer evangelischer Philanthropen als Turkish Missions’ Aid Society gegründet, um armenische Christen in der Türkei zu unterstützen. Die Unterstützerzeitschrift, The Star in the East, erschien erstmals 1883.
Im Jahr 1893, als sich ihre Aktivitäten außerhalb der Türkei entwickelte, änderte die Gesellschaft ihren Namen in Bible Lands Missions Aid Society. 1962 änderte sie ihren Namen erneut in Bible Lands Society, dann 1996 in BibleLands und schließlich 2012 in Embrace the Middle East.
Die Archive der Gesellschaft befinden sich in der Forschungsbibliothek der Universität Birmingham, der Cadbury Research Library.

## Politische Position
Embrace the Middle East sympathisiert weitgehend mit der „Sache der Palästinenser“ und wurde deshalb von der proisraelischen NGO Monitor angegriffen.